# Манго, Анджелина
Анджелина Манго (итал. Angelina Mango, произношение [andʒeˈliːna ˈmaŋɡo]; род. 10 апреля 2001, Маратея, Базиликата) — итальянская певица и автор песен. Впервые получила широкую известность после того, как её синглы «Ci pensiamo domani» и «Che t'o dico a fa'» попали в первую десятку итальянского чарта синглов в 2023 году. Им предшествовал выход её второго расширенного альбома Voglia di vivere, который достиг второго места в чарте итальянских альбомов. В 2023 году приняла участие в двадцать втором конкурсе талантов Amici di Maria De Filippi, заняв второе место и выиграв в категории пения и премию Lunezia Award.
Манго победила на 74-м музыкальном фестивале в Сан-Ремо в феврале 2024 года с песней «La noia» и представляла Италию на конкурсе песни «Евровидение-2024», заняла 7 место.

## Ранние годы
Манго родилась 10 апреля 2001 года в Маратеа, в провинции Потенца, Базиликата, в семье Лауры Валенте, бывшей певицы группы Matia Bazar, и Джузеппе Манго. Она выросла в Лагонегро вместе со своим старшим братом Филиппо (род. 1995), с которым она разделяет страсть к музыке. Будучи выросшей в музыкальной семье, она научилась петь, играть на фортепиано и гитаре. В возрасте 5 лет она занялась танцами, которыми она занималась в течение 10 лет. Манго присоединилась к кавер-группе в качестве вокалистки, где её брат играл на барабанах, и выступала в нескольких клубах в окрестностях их родного города. В 10 лет она впервые приняла участие в записи студийного альбома выступив в качестве бэк-вокалистки для альбома её отца La terra degli aquiloni, а позже исполнила кавер на песню «Get Back» группы The Beatles в дуэте с отцом для альбома L’amore è invisibile, ставшего для него последним.
В сентябре 2014 года Манго поступила в Liceo scientifico, однако приостановила учёбу после смерти отца 8 декабря 2014 года. В 2016 году она переехала в Милан вместе с семьёй, где продолжила учёбу и начала петь в одной группе с братом, который стал барабанщиком группы.

## Карьера

### 2020—2021:Monolocale
13 ноября 2020 года Манго выпустила свой первый сингл «Va tutto bene», который позже вошёл в её первый мини-альбом Monolocale. В 2021 году она открыла концерты тура Parola Tour Джованни Какамо и Микеле Плачидо, выступив в ноябре 2021 года на Миланской неделе музыки. В тот же период она участвовала в отборе Sanremo Giovani с песней «La tua buona colazione», не попав в число финалистов.

### 2022—2023: Участие вAmiciи мини-альбомVoglia di vivere
Подписав контракт с Sony Music и начав писать и выпускать новые песни вместе с продюсером Энрико Бруни, Манго приняла участие в концерте Concerto del Primo Maggio и музыкальном конкурсе Musica da bere в 2022 году, где выиграла Live Award. В том же году она опубликовала несколько синглов, включая «Formica», «Walkman» (продюсер Тициано Ферро), и «Rituali». В сентябре 2022 года она приняла участие в качестве гостя в программе Via dei Matti nº0, транслируемой на канале Rai 3.
В ноябре 2022 года Манго приняла участие в двадцать втором выпуске музыкального шоу талантов Amici di Maria De Filippi, транслируемого на Canale 5, в котором она заняла второе место и победила в категории «Пение». В декабре она открывала концерт Элизы в Auditorium Parco della Musica в Риме и выступила на концерте Capodanno in musica, также транслировавшемся на Canale 5. Во время участия в Amici она выпустила синглы «Voglia di vivere» и «Mani vuote».
12 мая 2023 года Манго выпустила сингл «Ci pensiamo domani», вошедший в мини-альбом Voglia di vivere, выпущенный неделей позже — 19 мая 2023 года. «Ci pensiamo domani» попал в первую десятку чарта синглов и получил трижды платиновый статус за продажу более 300 000 копий. Мини-альбом дебютировал на втором месте в чарте альбомов Италии и получил золотую сертификацию за продажу более 25 000 копий. В июне и июле 2023 года Манго приняла участие в нескольких фестивалях, организованных крупнейшими национальными радио- и телевещательными компаниями, включая Battiti Live и TIM Summer Hits. 6 октября 2023 года она выпустила сингл «Che t'o dico a fa'», который достиг второго места в итальянском чарте синглов и получил платиновую сертификацию.

### 2024: Фестиваль в Сан-Ремо и «Евровидение»
Анджелина Манго участвовала и одержала победу на 74-м музыкальном фестивале в Сан-Ремо в феврале 2024 года с песней «La noia». Она также исполнила изменённую версию песни «La rondine», которую изначально исполнял её отец, заняв 2 место в четвёртом вечере фестиваля, посвящённом живым каверам. На следующее утро после победы она подтвердила, что будет представлять Италию на конкурсе песни «Евровидение-2024».

## Дискография

### Мини-альбомы
| Название         | Детали                                                                                      | Высшая позиция | Сертификации |
| Название         | Детали                                                                                      | ITA            | Сертификации |
| ---------------- | ------------------------------------------------------------------------------------------- | -------------- | ------------ |
| Monolocale       | - Выпущен: 13 ноября 2020 - Лейбл: Disincanto - Форматы: CD, Цифровое скачивание и стриминг | ―              |              |
| Voglia di vivere | - Выпущен: 19 мая 2023 - Лейблы: 21CO, BMG - Форматы: CD, Цифровое скачивание и стриминг    | 2              | - FIMI: Gold |

### Синглы
Как ведущая исполнительница
| Название                                                                    | Год  | Высшая позиция | Высшая позиция | Высшая позиция | Сертификации        | Альбом             |
| Название                                                                    | Год  | ITA            | SWI            | WW             | Сертификации        | Альбом             |
| --------------------------------------------------------------------------- | ---- | -------------- | -------------- | -------------- | ------------------- | ------------------ |
| «Formica»                                                                   | 2022 | —              | —              | —              |                     | Неальбомные синглы |
| «Walkman»                                                                   | 2022 | —              | —              | —              |                     | Неальбомные синглы |
| «Rituali»                                                                   | 2022 | —              | —              | —              |                     | Неальбомные синглы |
| «Voglia di vivere»                                                          | 2023 | 87             | —              | —              | - FIMI: Gold        | Voglia di vivere   |
| «Mani vuote»                                                                | 2023 | —              | —              | —              |                     | Voglia di vivere   |
| «Ci pensiamo domani»                                                        | 2023 | 7              | —              | —              | - FIMI: 3× Platinum | Voglia di vivere   |
| «Che t'o dico a fa'»                                                        | 2023 | 2              | —              | —              | - FIMI: 2× Platinum | TBA                |
| «Fila indiana»                                                              | 2023 | 37             | —              | —              |                     | TBA                |
| «La noia»                                                                   | 2024 | 4              | 11             | 110            | - FIMI: Platinum    | TBA                |
| «—» означает, что песня не попала в чарт страны или не была в ней выпущена. |      |                |                |                |                     |                    |

Как приглашённая исполнительница
| Название                                   | Год  | Другие исполнители             | Альбом                  |
| ------------------------------------------ | ---- | ------------------------------ | ----------------------- |
| «Starlight» (кавер на The Supermen Lovers) | 2011 | Джузеппе Манго                 | La terra degli aquiloni |
| «Get Back» (кавер на The Beatles)          | 2014 | Джузеппе Манго                 | L’amore è invisibile    |
| «Piove forte»                              | 2024 | Stabber, Gemitaiz и Yung Snapp | Trueno                  |

## Телевидение
| Год       | Название                  | Организатор | Роль               | Примечания                                                       |
| --------- | ------------------------- | ----------- | ------------------ | ---------------------------------------------------------------- |
| 2022—2023 | Amici di Maria De Filippi | Canale 5    | Участница конкурса | Победительница в категории «Пение»                               |
| 2024      | 74-й Фестиваль в Сан-Ремо | Rai 1       | Участница конкурса | Ежегодный музыкальный фестиваль — победила с песней «La noia»    |
| 2024      | Евровидение-2024          | Rai 1, EBU  | Участница конкурса | Ежегодный музыкальный фестиваль — участвовала с песней «La noia» |

## Награды и номинации
| Год  | Награда                   | Результат | Прим.  |
| ---- | ------------------------- | --------- | ------ |
| 2022 | Musica da bere            | Победа    | [ 25 ] |
| 2023 | Critics Award             | Победа    |        |
| 2023 | Radio Award               | Победа    |        |
| 2023 | Lunezia Award             | Победа    | [ 52 ] |
| 2024 | 74-й Фестиваль в Сан-Ремо | Победа    |        |
| 2024 | Евровидение-2024          | 7 место   |        |
| 2024 | OGAE Poll                 | 2 место   |        |